# Бжузька (Нижньосілезьке воєводство)
Бжузька (пол. Brzózka) — село в Польщі, у гміні Вінсько Воловського повіту Нижньосілезького воєводства.
Населення — 55 осіб (2011).
У 1975—1998 роках село належало до Вроцлавського воєводства.

## Демографія
Демографічна структура станом на 31 березня 2011 року:
|          | Загалом | Допрацездатний вік | Працездатний вік | Постпрацездатний вік |
| -------- | ------- | ------------------ | ---------------- | -------------------- |
| Чоловіки | 24      | 6                  | 13               | 5                    |
| Жінки    | 31      | 6                  | 14               | 11                   |
| Разом    | 55      | 12                 | 27               | 16                   |